# Будва (община)
Община Будва (на сръбски: Општина Будва) е община в Черна гора. Съставена е от 23 населени места – 4 града и 19 села, с обща площ от 122 км2. Административен център е град Будва. Населението на общината според преброяването през 2011 г. е 19 218 души.

## Население
Численост на населението според преброяванията през годините:
- 1948 – 3 825 души
- 1953 – 4 364 души
- 1961 – 4 834 души
- 1971 – 6 106 души
- 1981 – 8 632 души
- 1991 – 11 717 души
- 2003 – 15 909 души
- 2011 – 19 218 души